# Birdejaure
Birdejaure är en sjö i Sorsele kommun i Lappland och ingår i Umeälvens huvudavrinningsområde. Sjön har en area på 0,233 kvadratkilometer och ligger 850,8 meter över havet. Birdejaure ligger i Vindelfjällen Natura 2000-område.

## Delavrinningsområde
Birdejaure ingår i det delavrinningsområde (734913-148557) som SMHI kallar för Utloppet av Birdejaure. Medelhöjden är 881 meter över havet och ytan är 2,84 kvadratkilometer. Det finns inga avrinningsområden uppströms utan avrinningsområdet är högsta punkten. Vattendraget som avvattnar avrinningsområdet har biflödesordning 4, vilket innebär att vattnet flödar genom totalt 4 vattendrag innan det når havet efter 461 kilometer. Avrinningsområdet består mestadels av kalfjäll (90 procent). Avrinningsområdet har 0,28 kvadratkilometer vattenytor vilket ger det en sjöprocent på 9,9 procent.